# Awara
Awara (あわら市 Awara-shi?) es una ciudad localizada en la prefectura de Fukui, Japón. En octubre de 2019 tenía una población estimada de 27.577 habitantes y una densidad de población de 236 personas por km². Su área total es de 116,98 km².

## Geografía

### Localidades circundantes
- Prefectura de Fukui
  - Sakai
- Prefectura de Ishikawa
  - Kaga

## Demografía
Según los datos del censo japonés, esta es la población de Awara en los últimos años.
| 1995   | 2000   | 2005   | 2010   | 2015   |
| ------ | ------ | ------ | ------ | ------ |
| 32.432 | 32.178 | 31.081 | 29.989 | 28.729 |

## Relaciones internacionales

### Ciudades hermanadas
- Shaoxing, China